# Zemleane, Krasnopillea
Zemleane (în ucraineană Земляне) este un sat în comuna Reasne din raionul Krasnopillea, regiunea Sumî, Ucraina.

## Demografie
Componența lingvistică a localității Zemleane
     Ucraineană (97,52%)
     Rusă (2,48%)
Conform recensământului din 2001, majoritatea populației localității Zemleane era vorbitoare de ucraineană (97,52%), existând în minoritate și vorbitori de rusă (2,48%).